# Nómadas (documental)
Nómadas es un documental estrenado en el año 2020 por director Emiliano Ruprah de Fina. Aborda las travesías migratorias de especies animales, destacando el fenómeno de la migración, tanto de seres humanos como de animales, y reflexionando sobre las implicaciones que tiene en el contexto actual.
Este documental se estrenó el 27 de octubre del año 2020, su distribución se vio afectada debido a la pandemia del COVID-19. Cuenta con la voz de Sasha Sökol como narradora.

## Argumento
Nómadas trata sobre la migración y la conservación de la biodiversidad a través de las historias de diversas especies en México. Esta obra no solo se sumerge en la belleza visual del entorno natural, sino que también invita a la reflexión sobre la supervivencia, la maternidad, la paternidad, y nuestra relación con la naturaleza.

## Temas deNómadas
El documental se despliega a lo largo de diversos paisajes mexicanos —desde playas hasta desiertos—, siguiendo las vidas de animales en su lucha por sobrevivir. A través de una cinematografía espectacular y una banda sonora evocadora, se retratan momentos conmovedores y duros de la vida silvestre. Desde la danza de los flamencos hasta los desafíos de las tortugas marinas al llegar al mar, cada escena está impregnada de una profunda conexión con la vida misma.
Además, resalta la urgente necesidad de proteger la biodiversidad en un mundo donde muchas especies están en peligro de extinción. La narrativa no solo informa, sino que sensibiliza sobre los efectos del cambio climático y la acción humana en el medio ambiente.

## Fotografía
- Alfredo Barroso
- Martín Boege
- Chels Briseño
- Grant Brokensha
- Ricardo Deneke
- Nicholas Donnelly
- Johnny Friday
- Luciano Larobina
- Emiliano Ruprah de Fina
- Emiliano Villanueva

## Reconocimientos
Obtuvo el premio a Mejor documental en el Wildlife Conservation Film Festival y, en el Matsalu Nature Film Festival, se llevó los galardones de Mejor director y Mejor película. 
Además, su trabajo fue candidato al premio Emmy en la categoría de Mejor Fotografía
Participó en otros festivales como:
- Innsbruck Nature Film Festival
- Santiago Wild Film Festival en Chile
- Festival Internacional de Cine del Medio Ambiente de Barcelona.[7]